# 光と影 (ゲーム・オブ・スローンズ)
『光と影』はHBO(日本ではスター・チャンネルが放送)のファンタジー・ドラマ・シリーズである『ゲーム・オブ・スローンズ』の第2章『王国の激突』の第4話である。 ヴァネッサ・テイラーによって、原作『王狼たちの戦旗』に基づいて脚本が書かれ、 デヴィッド・ペトラルカが監督した。
ロブが戦場で勇気のある治療者タリサと出会う。ジョフリーはサンサを残酷に扱う。アリアは〈ハレンの巨城〉に連れて来られる。デナーリスはクァースへの入市を許される。スタニスとレンリーの会談は決裂し、メリサンドルは魔法で怪物を産みおとす。

## あらすじ

### 〈西部〉
ロブ・スターク(リチャード・マッデン)はまたしてもラニスター軍を破る。ロブはラニスター軍の捕虜の処遇をルース・ボルトン( マイケル・マケルハットン)と話し合う。ボルトンは捕虜を拷問した後に”処分”することを勧めるが、ロブは丁重に扱うことを主張し、まだ妹たちがキングズランディングで捕虜になっていることを思い出させる。ロブは、戦場で敵味方なく負傷者の手当てをする治療者タリサ・マイギア(ウーナ・チャップリン)が、ラニスター兵の脚の切断手術をしているところを見かける。ロブの抗議にもかかわらず、タリサはロブが戦闘での虐殺に責任があるといい、その勇気と率直さはロブに強い印象を与える。

### キングズランディング
ジョフリー(ジャック・グリーソン)は残虐性を増す。ロブ・スタークの勝利の知らせを聞き、サー・マーリン・トラントに人前でロブの妹のサンサ(ソフィー・ターナー)を叩かせる。ティリオン(ピーター・ディンクレイジ)とブロン(ジェローム・フリン)がその場に来て事をおさめる。ブロンが、セックスをすれば少年王は穏やかになるかも知れないとティリオンに示唆し、ティリオンは娼婦のロスとデイジーがジョフリーを慰めるよう手配する。だがジョフリーはロスにデイジーをサディスティックに叩かせることで、ティリオンにメッセージを送る。ランセル・ラニスターがティリオンを訪ね、太后サーセイ (レナ・ヘディ)がグランド・メイスター・パイセルの釈放を命じたと知らせる。ティリオンは、ランセルがサーセイと肉体関係にあることを知っていると言い、ランセルがサーセイをスパイしてくれるならジョフリーには秘密にすると脅す。

### 〈ハレンの巨城〉
アリア(メイジー・ウィリアムズ)、ジェンドリー、ホットパイは捕えられて、ラニスター軍が占拠する〈ハレンの巨城〉に連れてこられる。軍団はグレガー・”マウンテン”・クレゲインの指揮下にあり、日々捕虜を拷問して殺しては、"兄弟団"の情報を聞き出そうとする。ついにはジェンドリーが拷問される番になるが、タイウィン・ラニスター(チャールズ・ダンス)が到着して拷問を止めさせ、捕虜は労働に回される。アリアが自分の剣〈針〉を見つめているところをポリヴァーが見とがめて脅す。だがタイウィンがアリアを女の子だと気づき、自分の酌取りにする。

### 狭い海の向こう側
デナーリス・ターガリエン(エミリア・クラーク)は、送りだした斥候の一人コヴァッロから、近くの都市クァースが"ドラゴンの母"を歓迎していると聞く。ジョラー・モーモント(イアン・グレン)は、クァースの周りは〈骨の庭〉と呼ばれる砂漠で、クァースに入れなかったものたちが数多く死んだ場所だと言って警告する。デナーリスの一団がクァースにたどりつくと、市を指導する〈十三人組〉に出迎えられる。十三人のうちの一人の〈香辛料の王〉が代表して話し、デナーリスのドラゴンを見ることができれば食事と宿を与えると言う。デナーリスはドラゴンを見せる前に世話を受けたいと言うが、〈十三人組〉は拒否して〈骨の庭〉に一行を置き去りにしようとする。デナーリスはクァースに復讐を誓うが、〈十三人組〉の一人のザロ・ゾアン・ダクソスが進み出てデナーリスの一行の行動を血の誓いで保証し、一行はやっと街に入ることを許される。

### ストームランド
ピーター・"リトルフィンガー"・ベイリッシュ(エイダン・ギレン)がストームランドに到着し、キングズランディングへの攻撃をめぐってレンリー・バラシオンと話し合う。後にリトルフィンガーは、マージェリー・タイレル(ナタリー・ドーマー)に会い、結婚生活のことや、レンリーと兄ロラス・タイレルの関係を詮索するが、マージェリーは相手にしない。次にはキャトリン(ミシェル・フェアリー)に会うが、会った瞬間にキャトリンは激怒する。リトルフィンガーは、ラニスター家がサンサとアリアをジェイミーと交換したがっていると言う。善意の証として、エダードの遺体の一部を渡す。後に、レンリーとキャトリンは、スタニス・バラシオン(スティーヴン・ディレイン)とメリサンドル(カリス・ファン・ハウテン)に会う。スタニスは、レンリーを自身の後継者とする代わりに降伏する機会を与えるが、自分の軍のほうが大きく、多くの貴族に支持されているとして、レンリーに拒否される。立ち去る前、スタニスは夜明けまでに考え直さないと滅ぼすとレンリーを脅す。
夜、スタニスはダヴォス・シーワース(リアム・カニンガム)に命じて、密かにメリサンドルを岸まで船で運ばせる。メリサンドルは出産間近の腹を露出し、恐るべき姿のなにものかを産み、それは煙の雲の中に消え去る。

## 製作

### 脚本
本エピソードは、脚本家チームに加わったヴァネッサ・テイラーが書いた2本のエピソードの最初のものである。脚本は原作小説『王狼たちの戦旗』の第27、30、32、33、43章に基づいている。
本エピソードには、原作と多くの差異がある。最も重大なものは、原作のジェイン・ウェスタリングの代わりにタリサ・マイギアが登場したことである。タリサには全く異なる背景と動機が与えられる。原作ではラニスター家の小さな旗主の娘であったが、ドラマシリーズでは、自由都市ヴォランティス出身の異国の女性である。プロデューサーたちは、ロブ・スタークのストーリーが、ドラマシリーズと原作のもっともドラスティックな違いであると認める。原作では、ロブがあまり登場せず、戦場での行動を他人に報告されるのみであるが、ドラマのようなメディアではこれはうまくいかないと考えた。第1シーズンでのリチャード・マッデンの演技を見て、その存在を拡張してラブストーリーを描こうと決めたという。
他にも原作との違いがある。リトルフィンガーがタイレル軍の陣地に着いてキャトリンと会うが、原作では、リトルフィンガーはキャトリンが去った後に陣地に着く。また、メリサンドルが2度影を産みだすところが1シーンにまとめられ、原作にあるストームズエンド包囲戦と城代の死は削られている。また、タイウィンがアリアの性別を見分けて、自分の酌取りにするが、原作ではアリア自身が少年のふりをやめて台所で働く。

### キャスティング
本エピソードで、ウーナ・チャップリンが登場する。当初チャップリンがキャスティングされた時には、ジェイン役だとだけ発表された。複数の登場人物がジェインの名をもつため憶測を呼んだ。最終的に、チャップリンの役は、ジェイン・ウェスタリングに基づくもののタリサ・マイギアと改名されることになる。
原作では、ザロ・ゾアン・ダクソスはクァース出身の白人である。だがドラマシリーズではザロは夏諸島出身の黒人となり、ノンソー・アノジーが演じる。ザロのホモセクシュアル性向や常に泣く性向は、ドラマでは削られている。
タイウィン・ラニスター役のチャールズ・ダンスは、本エピソードから主要キャストの一員となる。また、グレガー・クレゲインの配役は、第1シーズンのConan StevensからIan Whiteに交代となった。

### ロケーション
本エピソードの室内シーンはベルファストのスタジオで撮影された。クァースの野外のシーンはアドリア海に面したクロアチアのドゥブロヴニクで撮影された。その他の野外のシーンは北アイルランドで撮影された。

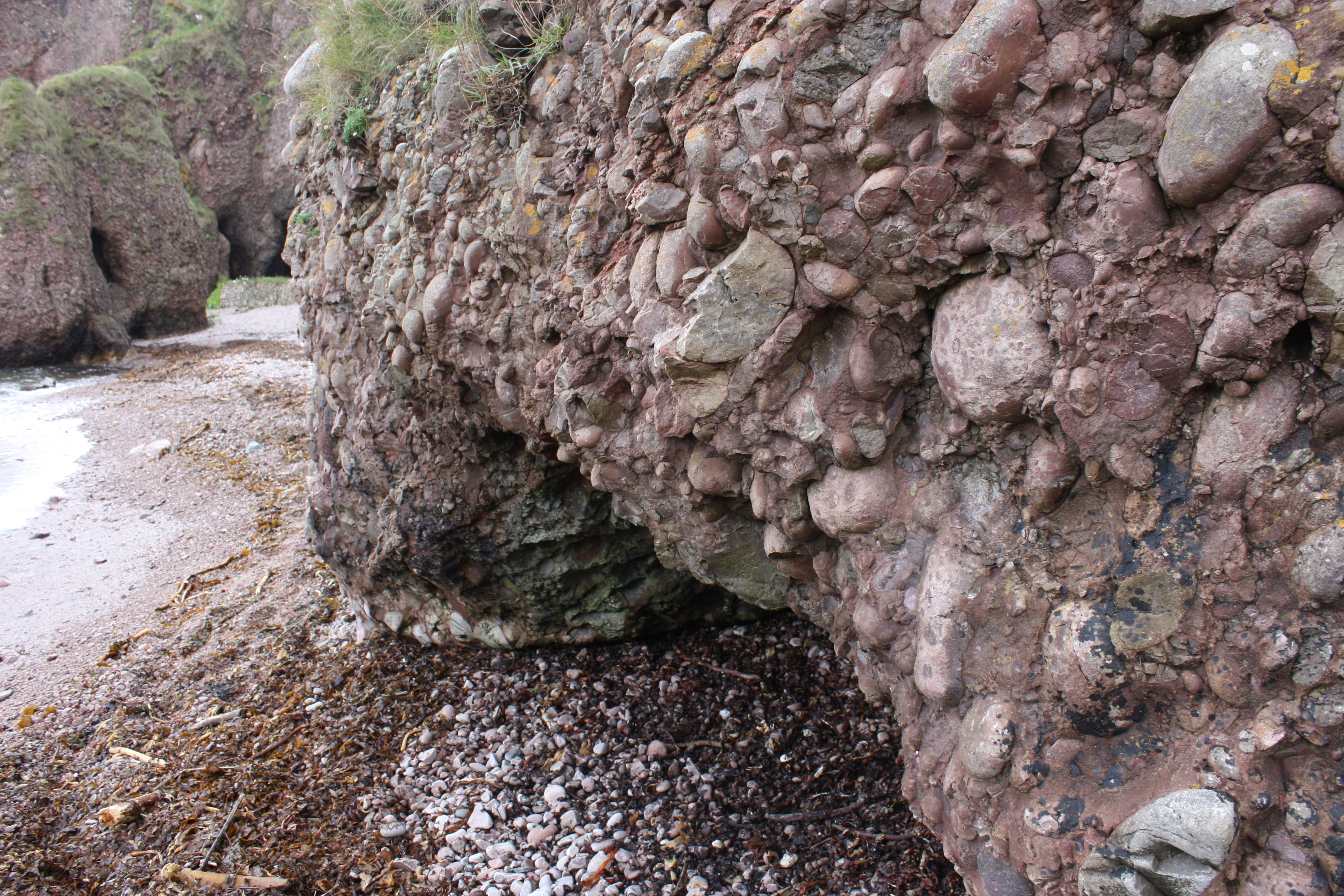
レンリー・バラシオンの陣の下の洞窟のシーンは北アイルランドの洞窟で撮影された

### 演技と小道具
メリサンドルが影を産みだすシーンは、寒い夜に、実際の洞窟で撮影された。演じるカリス・ファン・ハウテンは裸で叫ばなければならなかったため、このシーンは過酷なものとなり、リハーサルもできなかった。膨れ上がった腹は作りものであり、影そのものはCGIで追加された。

## 評判

### 視聴者数
ほぼ前回と変わらず、初回放送では370万人に視聴された。

### 賞
本エピソードは、2012年プライムタイム・エミー賞 美術監督賞シングルカメラ・シリーズ部門を受賞した。

## 参照
1. ↑  Hibberd, James (2012年4月24日). “HBO's 'Veep' ratings are in; 'Girls,' 'Thrones' steady”. Entertainment Weekly. 2012年4月25日閲覧。
2. ↑  “Game Of Thrones”.   Emmys.com. 2013年3月5日閲覧。